# Atletismo nos Jogos Olímpicos de Verão de 2020 - Maratona feminina
O evento da maratona feminina nos Jogos Olímpicos de Verão de 2020 ocorreu no dia 7 de agosto de 2021 nas ruas de Sapporo. Um total de oitenta e oito atletas participaram.
A prova foi transferida para o norte, de Tóquio para Sapporo, porque o último possui temperaturas mais amenas em agosto, conforme decidido em 2019 pelo Comitê Olímpico Internacional. Peres Jepchirchir, do Quênia, venceu a medalha de ouro com seu tempo de 2:27:20, seguida pela detentora do recorde mundial e colega de equipe, Brigid Kosgei, com a prata, e pela estadunidense Molly Seidel conquistando a medalha de bronze em apenas sua terceira maratona disputada.

## Qualificação
Um Comitê Olímpico Nacional (CON) pode inscrever até 3 atletas na maratona feminina desde que todas atendam ao padrão de inscrição ou se classificarem pelo ranking durante o período de qualificação (o limite de 3 está em vigor desde o Congresso Olímpico de 1930). O tempo padrão a qualificação foi 2:29:30. Este padrão foi "estabelecido com o único propósito de qualificar atletas com desempenhos excepcionais incapazes de se qualificar através do caminho do Ranking Mundial da IAAF". As atletas entre as 10 primeiras no Campeonato Mundial de 2019, as cinco primeiras em qualquer maratona da categoria "Gold Label" e as 10 primeiros na Major Series foram consideradas aptas ao padrão de qualificação, independentemente do tempo. O ranking mundial, baseado na média dos cinco melhores resultados da atleta no período de qualificação e ponderado pela importância do evento, foi usado para classificar as atletas até que o limite mínimo de 80 fosse alcançado.
Para uma marca de qualificação válida, o percurso deve ter sido certificado nos últimos cinco anos por um medidor de grau A ou B. Para ser elegível para o tempo padrão de qualificação, a diminuição da elevação não pode ser superior a 1 metro por quilômetro. Para classificações mundiais, a diminuição da elevação pode exceder essa taxa, mas uma correção é feita na pontuação.
O período de qualificação foi originalmente de 1 de maio de 2019 a 29 de junho de 2020. Devido à pandemia de COVID-19, este período foi suspenso de 6 de abril de 2020 a 30 de novembro de 2020, com a data de término estendida para 29 de junho de 2021. O início do período do ranking mundial a data também foi alterada de 1 de maio de 2019 para 30 de junho de 2020; as atletas que atingiram o padrão de qualificação naquela época ainda estavam qualificadas, mas aqueles que usavam as classificações mundiais não seriam capazes de contar os desempenhos durante esse tempo. Os padrões de tempo de qualificação podem ser obtidos em várias competições durante o período determinado que tenham a aprovação da IAAF. Os campeonatos continentais mais recentes podem ser contados no ranking, mesmo que não durante o período de qualificação.
Os CONs também podem usar sua vaga de universalidade – cada CON pode inscrever um atleta masculino independentemente do tempo, se não houver nenhum atleta masculino que atenda ao padrão de entrada a um evento de atletismo – na maratona feminina.

## Formato
Como todas as maratonas olímpicas, a competição acontece em uma corrida única. A maratona de 42,195 km foi percorrida num percurso iniciando com duas voltas no Parque Odori, prosseguindo para um grande trecho (cerca de metade da extensão da maratona) pelas ruas de Sapporo, passando pelo Parque Nakajima, Torre de TV de Sapporo e pela Universidade de Hokkaido, e cruzando o Rio Toyohira duas vezes. A disputa então levou para duas volta ao redor de uma seção menor (aproximadamente 10 quilômetros) do grande trecho. A linha de chegada localizou-se no Parque Odori.

## Calendário
Horário local (UTC +9)
| 7 de agosto |
| 6:00        |
| ----------- |
| Final       |

## Medalhistas
| Ouro   | KEN Peres Jepchirchir |
| Prata  | KEN Brigid Kosgei     |
| Bronze | USA Molly Seidel      |

## Recordes
Antes desta competição, os recordes mundiais, olímpicos e regionais da prova eram os seguintes:
| Tipo             | Atleta        | Tempo   | Local   | Data                  |
| ---------------- | ------------- | ------- | ------- | --------------------- |
| Recorde mundial  | Brigid Kosgei | 2:14:04 | Chicago | 13 de outubro de 2019 |
| Recorde olímpico | Tiki Gelana   | 2:23:07 | Londres | 5 de agosto de 2012   |

### Por região
| Área                               | Tempo   | Atleta            | Nação          |
| ---------------------------------- | ------- | ----------------- | -------------- |
| África                             | 2:14:04 | Brigid Kosgei     | Quénia         |
| Ásia                               | 2:19:12 | Mizuki Noguchi    | Japão          |
| Europa                             | 2:15:25 | Paula Radcliffe   | Grã-Bretanha   |
| América do Norte, Central e Caribe | 2:19:36 | Deena Kastor      | Estados Unidos |
| Oceania                            | 2:22:36 | Benita Johnson    | Austrália      |
| América do Sul                     | 2:26:17 | Yolanda Caballero | Colômbia       |

Os seguinte recorde nacional foi estabelecido durante a competição:
| CON           | Atleta         | Rodada | Tempo   | Notas |
| ------------- | -------------- | ------ | ------- | ----- |
| Ilhas Salomão | Sharon Firisua | Final  | 3:02:10 |       |

## Resultados
A prova foi disputada em 7 de agosto, às 6:00 locais.
| Pos.              | Atleta                  | CON                 | Tempo   | Diferença | Notas                |
| ----------------- | ----------------------- | ------------------- | ------- | --------- | -------------------- |
| Medalha de ouro   | Peres Jepchirchir       | KEN Quênia          | 2:27:20 |           | Recorde da temporada |
| Medalha de prata  | Brigid Kosgei           | KEN Quênia          | 2:27:36 | +0:16     | Recorde da temporada |
| Medalha de bronze | Molly Seidel            | USA Estados Unidos  | 2:27:46 | +0:26     | Recorde da temporada |
| 4                 | Roza Dereje             | ETH Etiópia         | 2:28:38 | +1:18     | Recorde da temporada |
| 5                 | Volha Mazuronak         | BLR Bielorrússia    | 2:29:06 | +1:46     | Recorde da temporada |
| 6                 | Melat Yisak Kejeta      | GER Alemanha        | 2:29:16 | +1:56     | Recorde da temporada |
| 7                 | Eunice Chumba           | BRN Bahrein         | 2:29:36 | +2:16     |                      |
| 8                 | Mao Ichiyama            | JPN Japão           | 2:30:13 | +2:53     |                      |
| 9                 | Malindi Elmore          | CAN Canadá          | 2:30:59 | +3:39     | Recorde da temporada |
| 10                | Sinead Diver            | AUS Austrália       | 2:31:14 | +3:54     | Recorde da temporada |
| 11                | Helalia Johannes        | NAM Namíbia         | 2:31:22 | +4:02     | Recorde da temporada |
| 12                | Fabienne Schlumpf       | SUI Suíça           | 2:31:36 | +4:16     |                      |
| 13                | Natasha Wodak           | CAN Canadá          | 2:31:41 | +4:21     | Recorde da temporada |
| 14                | Karolina Jarzyńska      | POL Polônia         | 2:32:04 | +4:44     | Recorde da temporada |
| 15                | Gerda Steyn             | RSA África do Sul   | 2:32:10 | +4:50     |                      |
| 16                | Immaculate Chemutai     | UGA Uganda          | 2:32:23 | +5:03     |                      |
| 17                | Sally Kipyego           | USA Estados Unidos  | 2:32:53 | +5:33     | Recorde da temporada |
| 18                | Deborah Schöneborn      | GER Alemanha        | 2:33:08 | +5:48     | Recorde da temporada |
| 19                | Ayuko Suzuki            | JPN Japão           | 2:33:14 | +5:54     | Recorde da temporada |
| 20                | Neheng Khatala          | LES Lesoto          | 2:33:15 | +5:55     |                      |
| 21                | Matea Parlov Koštro     | CRO Croácia         | 2:33:18 | +5:58     | Recorde da temporada |
| 22                | Carolina Wikström       | SWE Suécia          | 2:33:19 | +5:59     | Recorde da temporada |
| 23                | Ellie Pashley           | AUS Austrália       | 2:33:39 | +6:19     | Recorde da temporada |
| 24                | Failuna Abdi Matanga    | TAN Tanzânia        | 2:33:58 | +6:38     | Recorde da temporada |
| 25                | Fionnuala McCormack     | IRL Irlanda         | 2:34:09 | +6:49     | Recorde da temporada |
| 26                | Lisa Jane Weightman     | AUS Austrália       | 2:34:19 | +6:59     | Recorde da temporada |
| 27                | Gladys Tejeda           | PER Peru            | 2:34:21 | +7:01     | Recorde da temporada |
| 28                | Mieke Gorissen          | BEL Bélgica         | 2:34:24 | +7:04     |                      |
| 29                | Elena Loyo              | ESP Espanha         | 2:34:38 | +7:18     | Recorde da temporada |
| 30                | Carla Salomé Rocha      | POR Portugal        | 2:34:52 | +7:32     | Recorde da temporada |
| 31                | Katharina Steinruck     | GER Alemanha        | 2:35:00 | +7:40     |                      |
| 32                | Giovanna Epis           | ITA Itália          | 2:35:09 | +7:49     | Recorde da temporada |
| 33                | Honami Maeda            | JPN Japão           | 2:35:28 | +8:08     |                      |
| 34                | Choi Kyung-sun          | KOR Coreia do Sul   | 2:35:33 | +8:13     | Recorde da temporada |
| 35                | Aleksandra Lisowska     | POL Polônia         | 2:35:33 | +8:13     |                      |
| 36                | Darya Maslova           | KGZ Quirguistão     | 2:35:35 | +8:15     | Recorde da temporada |
| 37                | Marta Galimany          | ESP Espanha         | 2:35:39 | +8:19     | Recorde da temporada |
| 38                | Susan Jeptooo Kipsang   | FRA França          | 2:36:29 | +9:09     | Recorde da temporada |
| 39                | Stephanie Davis         | GBR Grã-Bretanha    | 2:36:33 | +9:13     |                      |
| 40                | Jovana de la Cruz       | PER Peru            | 2:36:38 | +9:18     |                      |
| 41                | Rosa Chacha             | ECU Equador         | 2:36:44 | +9:24     |                      |
| 42                | Yeheniya Prokofyeva     | UKR Ucrânia         | 2:36:47 | +9:27     | Recorde da temporada |
| 43                | Nazret Weldu            | ERI Eritreia        | 2:37:01 | +9:41     |                      |
| 44                | Andrea Deelstra         | NED Países Baixos   | 2:37:05 | +9:45     | Recorde da temporada |
| 45                | Bayartsogtyn Mönkhzayaa | MGL Mongólia        | 2:37:08 | +9:48     | Recorde da temporada |
| 46                | Zhanna Mamazhanova      | KAZ Cazaquistão     | 2:37:42 | +10:22    |                      |
| 47                | Zhang Deshun            | CHN China           | 2:37:45 | +10:25    |                      |
| 48                | Maor Tiyouri            | ISR Israel          | 2:37:52 | +10:32    |                      |
| 49                | Hanne Verbruggen        | BEL Bélgica         | 2:38:03 | +10:43    | Recorde da temporada |
| 50                | Nina Savina             | BLR Bielorrússia    | 2:38:41 | +11:21    | Recorde da temporada |
| 51                | Martina Strähl          | SUI Suíça           | 2:39:25 | +12:05    | Recorde da temporada |
| 52                | Marcela Joglová         | CZE República Checa | 2:39:29 | +12:09    |                      |
| 53                | Bojana Bjeljac          | CRO Croácia         | 2:39:32 | +12:12    | Recorde da temporada |
| 54                | Lilia Fisikovici        | MDA Moldávia        | 2:39:59 | +12:39    | Recorde da temporada |
| 55                | Angie Orjuela           | COL Colômbia        | 2:40:04 | +12:44    | Recorde da temporada |
| 56                | Rkia El Moukim          | MAR Marrocos        | 2:40:10 | +12:50    | Recorde da temporada |
| 57                | Ahn Seul-ki             | KOR Coreia do Sul   | 2:41:11 | +13:51    | Recorde da temporada |
| 58                | Tereza Hrochová         | CZE República Checa | 2:42:25 | +15:05    |                      |
| 59                | Angelika Mach           | POL Polônia         | 2:42:26 | +15:06    |                      |
| 60                | Andrea Bonilla          | ECU Equador         | 2:43:30 | +16:10    | Recorde da temporada |
| 61                | Marcela Cristina Gómez  | ARG Argentina       | 2:44:09 | +16:49    | Recorde da temporada |
| 62                | Li Zhixuan              | CHN China           | 2:45:23 | +18:03    |                      |
| 63                | Jill Holterman          | NED Países Baixos   | 2:45:27 | +18:07    |                      |
| 64                | Úrsula Sánchez          | MEX México          | 2:45:45 | +18:25    | Recorde da temporada |
| 65                | Daniela Torres Huerta   | MEX México          | 2:47:15 | +19:55    |                      |
| 66                | Lonah Chemtai Salpeter  | ISR Israel          | 2:48:31 | +21:11    |                      |
| 67                | Bai Li                  | CHN China           | 2:49:21 | +22:01    |                      |
| 68                | Stephanie Twell         | GBR Grã-Bretanha    | 2:53:26 | +26:06    | Recorde da temporada |
| 69                | Juliet Chekwel          | UGA Uganda          | 2:53:40 | +26:20    | Recorde da temporada |
| 70                | Catarina Ribeiro        | POR Portugal        | 2:55:01 | +27:41    | Recorde da temporada |
| 71                | Jess Piasecki           | GBR Grã-Bretanha    | 2:55:39 | +28:19    | Recorde da temporada |
| 72                | Sharon Firisua          | SOL Ilhas Salomão   | 3:02:10 | +34:50    | Recorde nacional     |
| 73                | Dayna Pidhoresky        | CAN Canadá          | 3:03:10 | +35:50    | Recorde da temporada |
| –                 | Andrea Ramírez Limón    | MEX México          | –       | 40 km     | DNF                  |
| –                 | Ruth Chepng'etich       | KEN Quênia          | –       | 35 km     | DNF                  |
| –                 | Laura Méndez Esquer     | ESP Espanha         | –       | 35 km     | DNF                  |
| –                 | Birhane Dibaba          | ETH Etiópia         | –       | 30 km     | DNF                  |
| –                 | Tejitu Daba             | BRN Bahrein         | –       | 30 km     | DNF                  |
| –                 | Kokob Tesfagabriel      | ERI Eritreia        | –       | 25 km     | DNF                  |
| –                 | Viktoriia Kaliuzhna     | UKR Ucrânia         | –       | 25 km     | DNF                  |
| –                 | Irvette van Zyl         | RSA África do Sul   | –       | 25 km     | DNF                  |
| –                 | Sara Moreira            | POR Portugal        | –       | 25 km     | DNF                  |
| –                 | Aliphine Tuliamuk       | USA Estados Unidos  | –       | Metade    | DNF                  |
| –                 | Aoife Cooke             | IRL Irlanda         | –       | Metade    | DNF                  |
| –                 | Darya Mykhaylova        | UKR Ucrânia         | –       | Metade    | DNF                  |
| –                 | Zeineba Yimer           | ETH Etiópia         | –       | 20 km     | DNF                  |
| –                 | Eva Vrabcová-Nývltová   | CZE República Checa | –       | 15 km     | DNF                  |
| –                 | Meryem Erdoğan          | TUR Turquia         | –       | 10 km     | DNF                  |

Legenda
| Recorde mundial      | Recorde mundial (World record)               |                       | Recorde africano                      | Recorde africano (African) |                                           | Q | Classificado por posição (Qualified) |
| Recorde olímpico     | Recorde olímpico (Olympic record)            | Recorde da América    | Recorde da América (Americas)         | q                          | Classificado por melhor tempo (Qualified) |   |                                      |
| Melhor marca do ano  | Melhor marca do ano (World leading)          | Recorde asiático      | Recorde asiático (Asian)              | DNS                        | Não largou (Did not start)                |   |                                      |
| Recorde nacional     | Recorde nacional (National record)           | Recorde europeu       | Recorde europeu (European)            | DNF                        | Não terminou (Did not finish)             |   |                                      |
| Recorde pessoal      | Recorde pessoal do atleta (Personal best)    | Recorde da Oceania    | Recorde da Oceania (Oceania)          | DSQ / DQ                   | Desclassificado (Disqualified)            |   |                                      |
| Recorde da temporada | Recorde da temporada do atleta (Season best) | Recorde sul-americano | Recorde sul-americano (South America) | NM                         | Sem marca (No mark)                       |   |                                      |